# رادکا پاولوچینووا
رادکا پاولُوچینووا (اسلواکی: Radka Pavlovčinová؛ زادهٔ ۱ فوریهٔ ۱۹۸۹) بازیگر، خواننده، رقصنده، و صداپیشه اهل اسلواکی است. وی از سال ۲۰۰۶ میلادی تاکنون مشغول فعالیت بوده‌است.
از فیلم‌ها یا برنامه‌های تلویزیونی که وی در آن نقش داشته‌است می‌توان به خیابان اشاره کرد.